# Giuseppe Catani Chiti

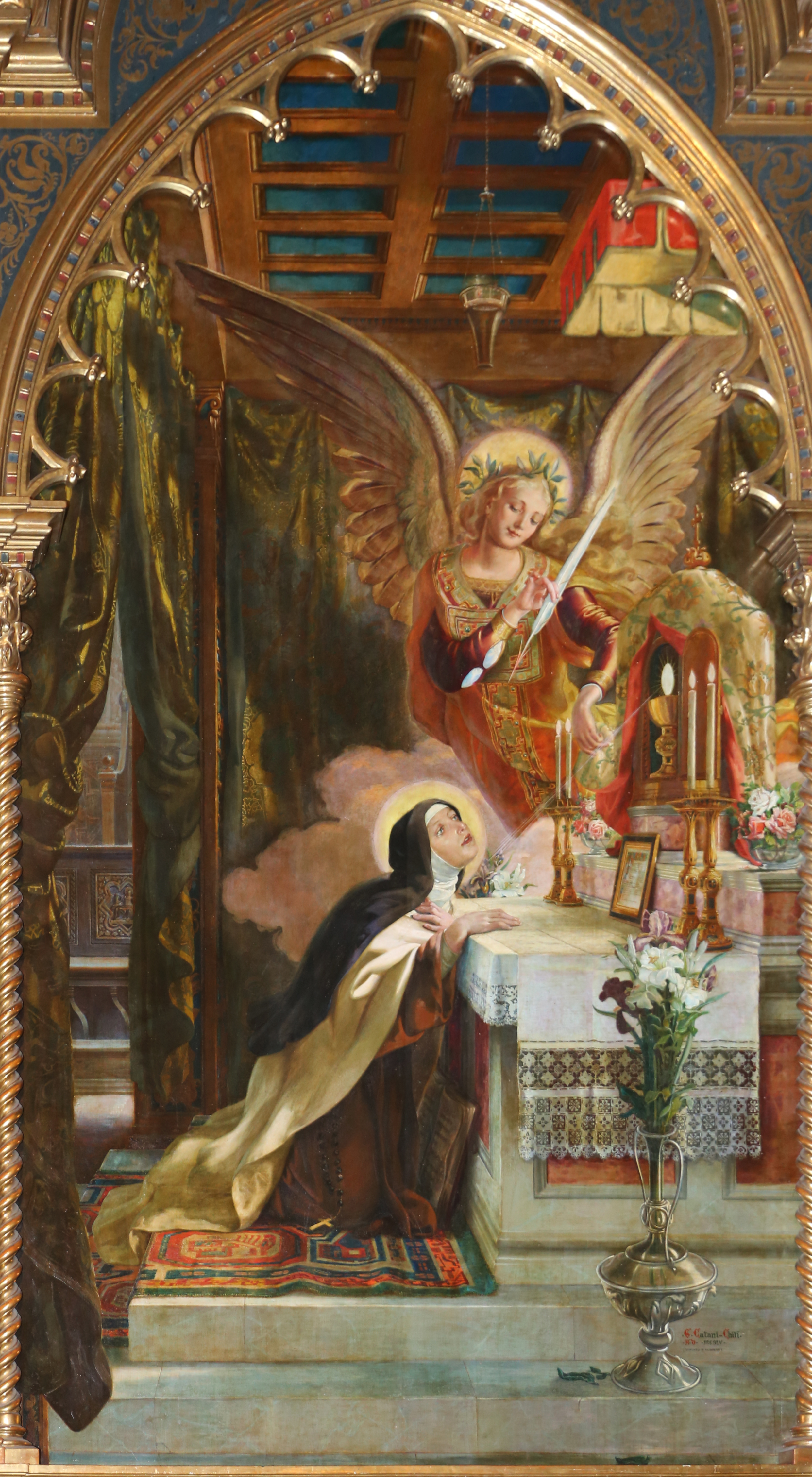
Santa Teresa in estasi - Chiesa di San Francesco a Prato

Giuseppe Catani Chiti (Prato, 2 agosto 1866 – Firenze, 25 febbraio 1945) è stato un pittore e scultore italiano, considerato anche uno dei falsari di eccezionale maestria del Novecento.

## Biografia
Studiò all'Istituto di Belle Arti di Siena, discepolo di Alessandro Franchi e di Luigi Mussini ma c'è chi afferma che, oltre al Franchi, fosse stato allievo di Gaetano Marinelli. Trattò esclusivamente l'arte sacra e fu tra i principali artisti a rappresentare in Italia la corrente dei Preraffaelliti, inserendosi nel filone del Purismo, con attenzione alle novità luministiche e decorative del Liberty.
Nel 1885 vinse il concorso triennale con I funerali di Santo Stefano. Si dedicò alla pittura di soggetto devozionale secondo stilemi neogotici, spesso risaltata dai fondi oro. Nel 1896 eseguì il trittico con l’Immacolata Concezione fra i santi Giuseppe, Anna, Elisabetta e Paolo Apostolo per il battistero di San Giovanni a Siena e nel 1898 vinse il concorso nazionale di Torino con una Sacra Famiglia, premiata a Roma nel 1904.
Collaborò con i suoi maestri nella decorazione di edifici di culto (cappella del Seminario al Chiappeto a San Martino d'Albaro, Genova, 1901-1904). A Prato realizzo nel 1904 per la Chiesa di San Francesco la particolarissima pala con la Gloria di san Giuseppe e la pala con Santa Teresa d'Avila in adorazione.
Trasferitosi a Firenze, l'artista intensificò la produzione di dipinti "in stile" e con l’aiuto dei nove figli, in particolare di Alessandro, condusse un atelier attivo sia nel restauro sia nell'esecuzione di interventi decorativi. La sua abilità nel dipingere alla maniera dei primitivi fece sì che talvolta i suoi quadri fossero acquistati per autentici come nel caso dell’Annunciazione (Nelson Gallery, a Kansas City, Missouri), già attribuita al Pesellino.
Ha lavorato molto all’estero, ricevendo molte commissioni importanti in Germania, Inghilterra, India, Messico e Stati Uniti. A Roma, su richiesta di papa Benedetto XV, lavorò per la chiesa del Sacro Cuore del Suffragio. Si dedicò pure alla scultura, alle vetrate, alla miniatura. Partecipò due volte ad esposizioni nel 1898 a Torino e nel 1904 a Roma con la Sacra Famiglia e venne premiato in entrambe le esposizioni con la medaglia d’oro.